# PirateBrowser
PirateBrowser è un browser prodotto da The Pirate Bay e basato su Firefox e Tor per aggirare la censura su Internet. È stato reso pubblico il 10 agosto 2013 in occasione del decimo anniversario della fondazione di The Pirate Bay. A tre giorni dal lancio ha avuto più di 100.000 download, dopo tre settimane più di 500.000 download, dopo due mesi più di 1.000.000 di download e dopo cinque mesi più di 2.500.000 di download.